# Theridion pernambucum
Theridion pernambucum là một loài nhện trong họ Theridiidae.
Loài này thuộc chi Theridion. Theridion pernambucum được Herbert Walter Levi miêu tả năm 1963.